# Pridvorje (Konavle)
Pridvorje je naselje smješteno u centralnom dijelu općine Konavle, pod padinama planine Sniježnica.

## Zemljopisni položaj
Pridvorje je smješteno pod planinom Sniježnica uz rub Konavoskog polja, 3 km istočno od dubrovačke zračne luke Čilipi.

## Naziv
U Pridvorju je za vrijeme Dubrovačke Republike bilo sjedište kneza i knežev dvor, pa je mjesto zbog blizine dvora nazvano Pridvorje (pri dvoru).

## Povijest
Dubrovačka Republika kupuje 1419. Gornje Konavle (istočni dio Konavala) od Sandalja Hranića a 1426. Donje (zapadni dio) od Radoslava Pavlovića. Stanovništvo je bilo dijelom bogumilsko, pa je Republika pozvala franjevce iz Bosne radi propovijedanja i 1429. godine im odlučila graditi samostan u Popovićima, a malo kasnije dala lokaciju uz crkvicu sv. Martina u Pridvorju (sjedištu kneza) i dodijelila materijalna sredstva. Ovaj najveći građevinski pothvat u Konavlima završen je 1438., a 1464. samostan je pod upravom Provincije sv. Frana u Dubrovniku. Građevina je klaustralnog tipa s crkvom kao južnim krilom. Ostala tri krila su stambena (jednokatna). Crkva je obnovljena i posvećena 1822. godine. Istočno krilo datira iz 1894. godine.
Pridvorje je bilo upravno središte Konavala u doba Dubrovačke Republike (Knežev dvor, Franjevački samostan). Dubrovačka Republika sagradila je franjevački samostan radi očuvanja čistoće katoličkog nauka od utjecaja bogumila i sve agresivnijeg svetosavlja. Dne 18. travnja 1926. osnovana je podružnica Hrvatskog orlovskog saveza.
Tijekom Domovinskog rata Pridvorje su okupirali JNA i četničke postrojbe te je mjesto skoro u potpunosti bilo uništeno, popljačkano i popaljeno. Crkva i samostan su 1991. također spaljeni i uništeni, pa su nakon rata temeljito obnovljeni. Sveti Srđ i Bah zaštitnici su sela u kojem je istoimena župna crkva.

## Promet
Kroz pridvorsku župu dijelom je prolazila je željeznička pruga Čapljina – Dubrovnik – Zelenika od 1901. do 1968. godine.

## Naselja
Pridvorje se sastoji od naselja Rudež, Natrice, Oprasi, Dragavine i Podvor.

## Kultura
Svaki od zaselaka u Pridvorju ima vrijedne primjerke tradicijske arhitekture. Ističe se napušteni predio Podvor, ispod Kneževog dvora, gdje su vrijedni primjerci stambeno-gospodarskih objekata i jednog ladanjskog objekta. Kroz njega prolazi komunikacija od središta Pridvorja, preko Kneževog dvora do Franjevačkog samostana.
U Pridvorju djeluje KUD "Stjepan Radić" koji čuva i prenosi izvornu folklornu tradiciju ovog kraja.

## Gospodarstvo
Gospodarstvo u Pridvorju se zasniva na poljodjeljstvu.

## Stanovništvo
U Pridvorju prema popisu stanovnika iz 2011. godine živi 236 stanovnika uglavnom Hrvata katoličke vjeroispovjesti.
| broj stanovnika | 433   | 450   | 441   | 458   | 466   | 412   | 378   | 358   | 382   | 379   | 359   | 310   | 249   | 266   | 255   | 236   | 222   |
|                 | 1857. | 1869. | 1880. | 1890. | 1900. | 1910. | 1921. | 1931. | 1948. | 1953. | 1961. | 1971. | 1981. | 1991. | 2001. | 2011. | 2021. |

## Poznate osobe
- Niko Kličan, hrv. svećenik i kulturni djelatnik Hrvata u Austriji
- Stijepo Obad, hrv. povjesničar

## Vanjske poveznice
- Pridvorje - samostan  Arhivirana inačica izvorne stranice od 11. studenoga 2016. (Wayback Machine)
- Dubrovačke ljetne igre - Franjevački samostan, Pridvorje   Arhivirana inačica izvorne stranice od 19. studenoga 2016. (Wayback Machine)
- Dubrovački list - Franjevački samostan sv. Vlaha u Primorju